# Konferenca v Quebecu (1943)
Prva konferenca v Quebecu (kodno ime: QUADRANT) je bilo strogo zaupna konferenca med drugo svetovno vojno, ki so se je udeležili trije največji zahodni zavezniki: Winston Churchill (Združeno kraljestvo), Franklin Delano Roosevelt (ZDA) in William Lyon Mackenzie King (Kanada). 
Potekala je med 17. in 24. avgustom 1943 v Quebec Cityju in sicer v Citadeli Quebeca in Châteauju Frontenac.
Na konferenci so se dogovorili sledeče:
- priprava osvoboditve okupirane Francije (operacija Overlord),
- povečanje bombnih napadov na Nemčijo,
- povečanje ameriških sil v Veliki Britaniji pred osvoboditvijo Francije,
- povečati napore, da se Italija umakne iz sil osi ter da se jo okupira skupaj s Korziko,
- operacije na Balkanu naj bodo omejene samo na oskrbovanje gverilcev,
- povečajo se naj operacije proti Japonskem imperiju (uničenje komunikacijskih poti, ustvariti prednje baze za napad celinske Japonske,...),
- izdali so skupno izjavo o Palestini,
- obsodili so nemške vojne zločine na Poljskem,...

Churchill in Roosevelt sta tajno podpisala quebeški sporazum o delitvi jedrske tehnologije.